# Willa Paczosówka w Makowie Podhalańskim
Willa „Paczosówka” – budynek murowany w Makowie Podhalańskim przy ul. 3 Maja 24, wybudowany w latach 1892–1896. 
W 1995 obiekt został wpisany do rejestru zabytków. Ochronie podlega budynek i otaczający go drzewostan. 
Obecnie mieści się w nim Miejska Biblioteka Publiczna w Makowie Podhalańskim oraz Izba Regionalna Towarzystwa Przyjaciół Ziemi Makowskiej im. Emila Wacyka. W Izbie Regionalnej zgromadzono zbiory poświęcone historii miasta i gminy, wydarzeń II wojny światowej oraz lokalnej twórczości ludowej, w szczególności haftu makowskiego. Inicjatorami powstania tej instytucji byli Emil Wacyk i Kazimierz Stopa.